# Višnja Mažuran
Višnja Mažuran (Varaždin, 23. rujna 1941.) je hrvatska čembalistica koja je ostvarila zavidnu karijeru na domaćem i međunarodnom planu.

## Životopis
Diplomantica na zagrebačkoj akademiji (klasa Ive Mačeka) usavršavala se na Višoj glazbenoj školi u Münchenu, a čembalo na mnogobrojnim ljetnim školama i kursevima u Njemačkoj i Austriji. Zagrebačkim solistima pristupila je 1971. kao solistica i continuo čembalistica te s njima tijekom trideset godina proputovala svih pet kontinenata nastupivši na više od dvije tisuće kocerata. Od mnogobrojnih solističkih nastupa u najjačim svjetskim središtima treba izdvojiti Paris (Salle Pleyel), Washington (Kennedy Center), Toronto (Eaton Centar), Madrid (Teatro Real) i Salzburg (Mozarteum). Partneri u Bachovim trostrukim koncertima bili su joj među mnogima i Henryk Szering, Felix Ayo, Pavel Vernikov, James Galway, Irena Grafenauer.
Uz umjetničko djelovanje sa zagrebačkim solistima razvija bogatu solističku karijeru priređujući mnogobrojne recitale s profiliranim stilskim sadržajima poput francuske glazbe, Scarlattijevih sonata, Bachovih djela, kojima se iznimnom upornošću posvećuje već nekoliko desetljeća.
Odsvirala je i snimila tri najveća i najzahtjevnija njegova djela: 
- Goldberg varijacije,
- Umjetnost fuge,
- Das wohltemperierte Clavier I. i II. svezak.

Uz mnoge orkestre, ansamble i dirigente odsvirala je preko dvadeset različitih čembalo koncerata, od toga sve velike koncerte 20. stoljeća (Boris Papandopulo, B. Martinu, De Falla). Nikad nije zanemarila niti dostupnu njenu instrumentu, hrvatsku glazbu (Parać, Miletić, Marković, Sorkočević i dr.). Umjetnička je voditeljica ansambla za baroknu glazbu, Musica viva, kojeg je i suosnivačica 1998. godine.
Godine 1995. utemeljila je na Glazbenoj akademiji u Zagrebu katedru za čembalo i osmislila plan i program studija. Do sada je iz njene klase proizašlo više mladih zapaženih čembalista koji uporno grade svoje karijere.Sami su pokrenuli Mali festival čembala koji traje već pune četiri godine a proširio se iz Zagreba na Petrinju i Osijek.

## Nagrade i priznanja
Za svoje umjetničke domete, Višnja Mažuran višestruko je nagrađivana (Trnina, Lukačić, Orlando, Nazor, Nagrada grada Zagreba, Kantor) a 2006. godine primila je predsjedničko odlikovanje za doprinos u kulturi, Danicu hrvatsku s likom Marka Marulića.